# Simfonia núm. 4 (Milhaud)
La Simfonia núm. 4, op. 281, és una obra per a orquestra del compositor francès Darius Milhaud. Es va estrenar a París el 20 de maig de 1948, sota la direcció del mateix compositor. Està dedicada al director Roger Désormière.
Va ser escrita el 1947 com a resposta a un encàrrec del Ministeri d'Educació francès per commemorar el centenari de la Revolució de 1848. Milhaud va escriure aquesta simfonia a bord d'un vaixell de vapor cap a França des dels Estats Units, on havia viscut des del 1940. Aquesta simfonia no s'ha de confondre amb la Simfonia de cambra núm. 4, op. 74 (1921) de Milhaud.
La Quarta Simfonia de Milhaud consta de quatre moviments i té una durada total d’una mica més de 28 minuts. Els moviments externs tenen un caràcter militar, dominat pels instruments de vent i la percussió. Els títols descriptius dels moviments són els següents:
1. L'insurrection. Animé (aprox. 5')
2. Aux Morts de la République. Lent (aprox. 13')
3. Le Joies de la Liberté retrouvée. Modérément animé (aprox. 4')
4. Commémoration 1948. Animé (aprox. 7'15")

Aquesta simfonia està publicada per Éditions Salabert.